# Edward Cullen
Edward Anthony Masen Cullen è uno dei personaggi protagonisti della saga di Twilight, scritta da Stephenie Meyer.
Edward è un vampiro fermo all'età di 17 anni dal 1918. Vive in una famiglia, dalla quale è stato adottato, composta da altri vampiri. I membri sono Carlisle Cullen (padre), Esme Cullen (madre) e altri quattro fratelli, tutti adottati: Rosalie Hale, Jasper Hale, Alice Cullen ed Emmett Cullen. Tutti i Cullen hanno scelto di non nutrirsi di sangue umano ma solo di sangue animale, definendo il loro stile di vita "vegetariano".
Edward si è perdutamente innamorato di un umana di nome “Isabella".

## Storia personale
Edward Anthony Masen Cullen nasce il 20 giugno 1901 a Chicago, Illinois in una famiglia medio borghese costituita da lui e dai suoi genitori Elizabeth e Edward sr. Prima della trasformazione in vampiro, la vita di Edward è felice, cresciuto da due genitori amorevoli che gli forniscono un'educazione sopra la media e gli trasmettono una grande passione per la musica, in particolare il pianoforte. A diciassette anni, Edward è un giovane di bell'aspetto e ansioso di ottenere la gloria in guerra, ma purtroppo nel 1918 tutta la sua famiglia contrae l'influenza spagnola; il padre soccombe rapidamente alla malattia, mentre lui e la madre vengono ricoverati nello stesso ospedale in cui lavora, sotto mentite spoglie, il dottor Carlisle Cullen, vampiro pluricentenario che vive nutrendosi del sangue degli animali. La vita di Carlisle è solitaria, non avendo né amici né una compagna che condividono la sua scelta di vita, quindi, sotto insistenza dell'ormai prossima alla morte Elizabeth Cullen, che lo implora di fare qualsiasi cosa pur di salvare il figlio, Carlisle decide di trasformare il ragazzo in vampiro. Inizia così la vita da immortale per Edward.
Diventato vampiro, sviluppa il dono di poter leggere i pensieri di chi lo circonda. In seguito Carlisle trasforma Esme Anne Platt Evenson, trovata anche lei in fin di vita per via di un tentativo di suicidio, che diventerà la sua compagna e moglie. Negli anni successivi Edward viene presentato come il figlio adottivo della coppia o il fratello minore di Esme. Tra il 1927 e il 1931, Edward lascia Carlisle perché non sopporta più di sopprimere la propria sete e comincia a nutrirsi di sangue umano. Non volendo però abbandonare la sua presa di coscienza, decide di diventare una sorta di angelo vendicatore, che identifica i criminali particolarmente efferati (assassini, stupratori e altri) sfruttando la sua capacità di leggere nella mente. Lui stesso definisce questo periodo come l'epoca del "vigilante". Questo stile di vita, tuttavia, non dura a lungo e in pochi anni fa ritorno da Carlisle ed Esme, chiedendo loro perdono per la sua defezione e abbracciando per sempre il loro stile di vita. Temendo che la nuova vita di Edward possa diventare troppo solitaria per lui, Carlisle ed Esme pensano spesso al bisogno di Edward di trovare una compagna. Quando nel 1933 Carlisle incontra per strada una ragazza stuprata e ridotta in fin di vita di nome Rosalie Hale, egli la trasforma sperando che possa essere la persona giusta per suo figlio, ma Edward non prova per Rosalie quel tipo di affetto e la considera solo come una sorella. In seguito, alla famiglia Cullen si aggiungono Emmett Cullen, che diverrà compagno e marito di Rosalie e, anni dopo, Alice Cullen e il suo compagno Jasper Hale. Per molto tempo non trova, né sembra soffrire della mancanza di una compagna, ritenendo di non averne bisogno, pur ammettendo che la propria vita sia paragonabile a un purgatorio o una mezzanotte eterna.
All'arrivo di Isabella Swan a Forks, cittadina nello Stato di Washington, dove risiede stabilmente con la sua famiglia, Edward viene attratto in maniera irresistibile dal sangue della ragazza e cerca di starle lontano per non cedere alla tentazione di ucciderla. Edward lotta con i suoi istinti di predatore che sembrano sempre sul punto di prevaricare, nonostante abbia speso parecchi decenni allenandosi per raggiungere l'autocontrollo, necessario alla “convivenza” con gli umani. Il sangue di Bella, però, ha un richiamo per lui irresistibile, più forte di quello di chiunque altro, perché la ragazza per lui è quella che viene definita "cantante", cioè un essere umano il cui sangue è così attraente per un vampiro da "cantare" per lui. Edward inoltre non riesce a sentire i pensieri della ragazza, come invece gli accade con ogni altro individuo, umano o vampiro che sia. Incuriosito da questi insoliti fatti, dopo aver cacciato il più possibile per soddisfare i suoi istinti da vampiro, tenta, con successo, di conoscere Bella più da vicino. Edward comprende in poco tempo di essere innamorato di Bella; quest’ultima, dal canto suo, ricambia l'amore del ragazzo anche dopo aver compreso la sua vera natura. Tuttavia Edward ha timore che l'amore di Bella per lui possa indurla a troppe rinunce e molto spesso è colto da sensi di colpa per il suo essersi avvicinato a lei ed averla costretta quindi a una vita di pericoli (primo fra tutti, il costante e mai sopito desiderio di Edward per il sangue di Bella). A seguito di un incidente in casa Cullen in cui Bella viene coinvolta e ferita, Edward, seppur profondamente addolorato all'idea, decide di lasciarla, considerando senza dubbio migliore per la ragazza una vita normale da umana, ma il progetto non va a buon fine: Bella ed Edward, distanti, sono entrambi preda di una tristezza infinita. A seguito di varie vicissitudini e fraintendimenti, Edward e Bella tornano insieme, e dopo aver affrontato numerose altre difficoltà si sposano. Durante la luna di miele in Sud America, Bella, che è ancora umana, rimane incinta. Comunicata la notizia ad un incredulo Carlisle, che non lo riteneva possibile, gli sposi fanno ritorno in casa Cullen a Forks (in seguito si scoprirà che la gravidanza di Bella è stata possibile perché i vampiri maschi non perdono la capacità di riprodursi, a differenza delle donne, per le quali le funzioni riproduttive sono totalmente inibite dalla trasformazione). Edward è terrorizzato dagli effetti della gravidanza sul corpo di Bella e la implora in più di un'occasione di abortire, temendo per la sua vita, ma Bella non demorde e, nella propria convinzione a tenere in vita suo figlio, riceve l'appoggio e la protezione di Rosalie, Esme, Emmet e Carlisle. La gravidanza procede in maniera estremamente accelerata e non priva di preoccupanti effetti. Edward è furioso con sé stesso, tanto da far promettere a Jacob di ucciderlo se mai Bella dovesse non farcela. Prova un odio immenso anche per il figlio a causa di ciò che fa alla propria madre, ma quando il piccolo, ancora dentro l'utero, dimostra di saper già provare pensieri complessi, che Edward è in grado di sentire con il proprio dono, anche lui comincia ad amare il nascituro, potendo percepire quanto quest'ultimo provi già affetto per la propria madre. Al termine, la ragazza è ormai ridotta pelle e ossa e, a seguito di una frattura della colonna provocata dalla forza sovrumana del feto, entra in travaglio dando alla luce la loro figlia, Renesmee Cullen. Edward riesce a salvare la vita della moglie iniettandole il proprio veleno direttamente nel cuore, e dopo due giorni, lei si risveglia trasformata in vampiro. Nonostante la gioia per come sia riuscito a non rinunciare a moglie e figlia, Edward deve anche fare i conti con la frustrazione data dal fatto che Jacob ha avuto l'imprinting con la figlia. All'inizio prova estrema irritazione nei confronti del mutaforma, ma a poco a poco accetta questa nuova realtà, senza contare che, grazie a Jacob, Bella riesce a continuare a vedere il proprio padre, e quindi Edward non può che essere grato a come il ragazzo sia riuscito a rendere più felice la vita di tutti loro. Dopo aver affrontato altre vicissitudini, Edward riesce a vivere la sua eternità con Bella e Renesmee.
Quando Edward va in cerca di animali da dissanguare, le sue prede preferite sono i puma; il suo stile di caccia ricorda molto quello di questo animale. Prima dell'arrivo di Bella, Edward riempiva le sue giornate suonando e studiando, e nel corso degli anni ha preso svariate lauree, comprese due lauree in medicina in periodi diversi del '900, che gli hanno consentito anche di aiutare Carlisle in ospedale. Tuttavia il suo aiuto è limitato a quei casi che non comportano sanguinamento nel paziente, non essendo Edward in grado di resistere alla sete di sangue umano, come invece risulta facile al padre. Secondo la sua famiglia, Edward è sempre stato secondo solo a Carlisle in quanto ad autocontrollo, ma secondo Aro, il fatto che Edward sia riuscito a rimanere al fianco di Bella senza mai ucciderla è una prova di come il suo autocontrollo sia maggiore anche rispetto a quello del padre adottivo; Edward tuttavia non dà peso a queste dichiarazioni, senza contare che lui stesso ha ammesso che il motivo per cui lui riesce a stare vicino a Bella risiede nel fatto che lui la ami più di quanto desideri il suo sangue. Anche prima della sua trasformazione, Edward ha sempre amato la musica, e dopo essere diventato un vampiro questa sua passione è rimasta e lui ha sfruttato le nuove possibilità concesse dalla propria natura per diventare un virtuoso del pianoforte, amante della musica soprattutto degli anni cinquanta e collezionando una notevole quantità di cd; egli stesso compone e suona magnificamente. Come tutti i membri della sua famiglia, Edward adora le automobili di grossa cilindrata e veloci: possiede una Volvo S60R e una Aston Martin Vanquish V12, entrambe color argento metallizzato.

## Aspetto fisico
Come ogni vampiro della saga, Edward ha la carnagione molto pallida. È alto 188 cm e ha un fisico slanciato e muscoloso, ma non massiccio. La trasformazione gli ha conferito un aspetto bellissimo: il suo viso ha lineamenti dritti e regolari ed è incorniciato da capelli mossi color bronzo ramato; i suoi occhi da umano erano verdi ma con la trasformazione in vampiro hanno assunto un colore che varia dal rosso, al miele/ambra fino al nero a seconda della dieta attuale. Complessivamente il suo aspetto è quindi eccezionalmente attraente e questa peculiarità, compreso il suono suadente della sua voce e il profumo, finisce inevitabilmente - ma anche involontariamente - per affascinare e destabilizzare gli esseri umani.

## Abilità e poteri
Oltre alle capacità tipiche dei vampiri, Edward è dotato di un potere supplementare, la lettura del pensiero, ed è convinto di avere questa capacità perché da umano era molto sensibile agli stati d'animo altrui. Questa caratteristica gli permette di conoscere molti segreti della mente e della psicologia umana. Nei suoi ottant'anni trascorsi dalla sua trasformazione, Edward ha potuto dedicarsi ai suoi passatempi principali, che sono lo studio e la musica, diventando così: un esperto in moltissimi campi del sapere, conoscitore di diverse lingue, tra cui lo spagnolo e il portoghese, oltre che un grande musicista. Altra abilità particolare è l'essere molto veloce anche rispetto a un vampiro medio.

## Midnight Sun
Nella saga di Twilight, l'intera storia della famiglia Cullen è raccontata dal punto di vista di Bella. La scrittrice Stephenie Meyer ha però scritto una versione del primo libro (Twilight) dal punto di vista di Edward Cullen e lo ha intitolato Midnight Sun. Nel 2008 sono stati resi pubblici sul web, senza l'autorizzazione della scrittrice, alcune pagine del manoscritto di Midnight Sun. La Meyer ha quindi deciso di non far uscire il libro per la violazione dei suoi diritti di autore. Dopo averne messo una copia parziale in pdf sul suo sito ufficiale, la scrittrice ha dichiarato che la copia che gira sul web è comunque una prima stesura e che il manoscritto originale e rivisto verrà infine pubblicato in data da definirsi. Il libro è poi stato pubblicato nel 2020.

## Relazioni
Prima della sua trasformazione, Edward viveva con i suoi genitori, a cui era molto legato. Dopo aver perso la propria famiglia ed essere diventato un vampiro, Edward ha sviluppato un rapporto sempre più forte con Carlisle e, mano a mano che la famiglia Cullen cresce, con tutti i suoi componenti. Nonostante, prima di incontrare Bella, non abbia mai percepito il bisogno di avere una compagna, tutta la famiglia ha sempre sperato che un giorno la trovasse.

### Carlisle Cullen
Per il padre adottivo, Edward prova rispetto e affetto incondizionati. Pur non avendo mai del tutto accettato l'essere diventato un vampiro, Edward non ha mai incolpato Carlisle per averlo trasformato. Grazie al proprio dono, infatti, Edward ha potuto percepire da subito quanto Carlisle sia altruista e compassionevole, e per questo prova per lui una stima tale da voler agire sempre in modo da non deludere le sue speranze. Quando Edward pensa che Bella sia morta e, quindi, si reca dai Volturi per chiedere di essere ucciso, per un attimo pondera di uccidere qualche umano in modo troppo teatrale, ma rapidamente cambia idea, perché anche quando non ha più voglia di vivere, continua a non volere tradire le aspettative di Carlisle compiendo un omicidio.

### Esme Cullen
Dopo che la donna è diventata una vampira, Edward comincia rapidamente a considerarla la sua nuova madre. Pur amando tutti i propri "figli", Esme ha sempre provato un affetto speciale per Edward, essendo lui il più virtuoso e, per certi versi, il primogenito. Per molto tempo, Esme ha provato una continua, seppur ben nascosta, malinconia di fronte alla solitudine di Edward, e per questo, quando scopre che lui si è innamorato di Bella, la sua gioia è tale da provare una gratitudine immensa per la ragazza.

### Rosalie Hale
Nella famiglia Cullen, il loro rapporto è il più teso. Da una parte Rosalie, pur non volendolo ammettere, è offesa dal semplice fatto che Edward non la trovi attraente; dall'altra Edward, grazie al proprio dono, ha sempre percepito la natura narcisista ed egocentrica di Rose e per questo non è mai stato attratto da lei. Il rapporto tra i due si inasprisce quando Edward comincia a frequentare Bella, dato che Rosalie in parte disapprova il coinvolgere un'umana e in parte è invidiosa del fatto che Bella, pur non essendo bella come lei, è riuscita a suscitare l'interesse del fratello.

### Emmett Cullen
Tra loro esiste il tipico rapporto tra due buoni fratelli: si vogliono bene, spesso giocano e si aiutano, e a volte litigano. La spontaneità del fratello ha sempre fatto sì che Edward non abbia mai provato disagio a sentirne i pensieri, al contrario di quelli di Rosalie.

### Alice Cullen
Anche se spesso Edward è infastidito dall'atteggiamento di Alice, i due si considerano fratello e sorella preferita. Grazie ai rispettivi doni, loro due possono comunicare silenziosamente proteggendo insieme la loro famiglia da imprevisti. Alice è la prima a sostenere Edward nella sua storia con Bella.

### Jasper Hale
Sin da quando Jasper è entrato nella famiglia Cullen, Edward ha sempre dovuto, spesso con molto fastidio, controllare che il fratello non perdesse il controllo. Quando si innamora di Bella, Edward raccomanda Jasper di fare attenzione, non volendo che la ragazza venga aggredita. Inizialmente Jasper non approva la relazione, sapendo come questo, oltre a esporre la famiglia a rischi ancora maggiori, lo condanni a doversi impegnare ancora di più a non lasciarsi sopraffare dalla sete, ma poi anche lui è solo felice che Edward abbia trovato la propria compagna e che Alice abbia trovato la propria migliore amica.

### Clan di Denali
Il clan di vampiri stanziato a Denali, composto dalle tre sorelle Tanya, Kate ed Irina, assieme a Eleazar e Carmen, è l'unico altro clan conosciuto ad essere composto da vampiri che si nutrono di sangue animale. Pur non potendo vivere in così tanti tutti assieme, loro e i Cullen hanno sviluppato un legame molto forte, tanto da considerarsi tra loro cugini. Tanya in particolare ha sempre manifestato un forte interesse per Edward, ma il sentimento non è mai stato ricambiato, quindi quest'ultimo, con la grande galanteria che lo caratterizza, l'ha sempre respinta.

## Scelta cinematografica
Per il ruolo di Edward sono stati provinati circa cinquemila attori. Le prime scelte furono Henry Cavill, Jackson Rathbone, Ben Barnes, Shiloh Fernandez, Dustin Milligan e Dave Franco, i quali rifiutarono tutti per impegni precedenti o disinteresse per il progetto, dando così spazio a Robert Pattinson.